# Guillaume de Digulleville
Guillaume de Digulleville ou Deguileville (Digulleville vers 1295 - après 1358) est un moine et poète français du Moyen Âge.

## Biographie
Né à la pointe de la Hague, il se dit « de noble et franc lignage ». Devenu moine cistercien, il entre vers 1316 à l'abbaye de Chaalis dont il semble être devenu le prieur et où il semble avoir passé le reste de sa vie.
Guillaume de Digulleville s'est rendu célèbre par Les Pèlerinages (Le Pèlerinage de la vie humaine, Le Pèlerinage de l'Âme, Le Pèlerinage de Jésus Christ), trois longs poèmes sur le thème de l'Homo viator, homme voyageur, qui eurent un grand succès jusqu'à la fin du XVIe siècle.
Dans le premier, Le Pèlerinage de la vie humaine, commencé vers 1330, de 13 000 vers, il décrit comment, après la lecture du Roman de la Rose, il eut une vision, l'emmenant dans un pèlerinage spirituel vers la Jérusalem céleste. Le poète anglais John Skelton a traduit Le Pèlerinage de la vie humaine, mais sa version est perdue : elle avait le titre Of Mannes Lyfe the Peregrynacioun.
Le Pèlerinage de l'Âme, composé entre 1355 et 1358, de 11 000 vers, et une suite du premier ouvrage décrivant le voyage de l'âme après la mort.
Le Pèlerinage de Jésus Christ, le moins connu, fait le récit de la vie du Christ venu sur terre pour racheter la faute d'Adam.

## Œuvres
- Le Pèlerinage de Vie humaine (1330-1331) puis une deuxième version (1355) ; pp. 701-1005 in Stumpf (2009) [PDF]
- Le Roman de la Fleur de lys (1338) (titre alternatif : Dit de la Fleur de lys)
- Le Pèlerinage de l'Âme (1355-58)
- Le Pèlerinage de Jésus Christ (1358)